# Fanzine
Fanzine (af fan + magazine), også kaldet 'zine, eller bare et zine, er blade og lignende tryksager af og for fans, typisk skabt som resultat af stor personlig entusiasme for et bestemt emne.
På dansk magasin, hvoraf udtalen også oprinder (zine udtales som slutningen af det engelske magazine, eller med dansk fonetik siin)—er en ikke-kommerciel kommunikationsform hvor små oftest selvproducerede hæfter/bøger der kan indeholde mange forskellige ting som oftest er subkulturelt præget, og derfor som oftest repræsenterer et mindretals holdning. Zines varierer meget i format, idet de kan indeholde alt fra computerskrevet tekst, håndskreven tekst og fotokopierede billeder til tegninger og tegneserier. De fungerer som små bøger med enten politisk, personligt, socialt eller seksuelt indhold som afviger nok fra mainstreamen, specielt holdninger som er for kontroversielle til konventionelle medier som tv og bøger.
Den første store bølge af fanzines opstod i 1970'ernes punkmiljø.
En anden meget stor gruppe fanzines har film som fokus.
Før internettet var fanzines et af de få steder, hvor man kunne udveksle viden og meninger om film, der faldt uden for de professionelle filmjournalisters smag, såsom fx science fiction- og horrorfilm.
Zines er ofte ikke copyrightede, eller også opfordrer de til direkte videregivelse når indholdet er læst. Dette har at gøre med at de fleste kulturer der benytter sig af kommunikationsformen behandler zinesene som en byttevare, hvorved de distribueres og man samtidig har chancen for at læse andres.
Zines er et relativt ukendt medium idet de appellerer til subkulturer, og måden de distribueres på er ikke industriel i modsætning til de fleste bøger og hæfter. Derfor udkommer de fleste zines også kun i små oplæg produceret af forfatteren selv, enten i hånden eller med minimalt maskineri. Ofte bliver der gjort meget ud af zines' omslag og eventuel indpakning, hvilket øger deres affektionsværdi.

## Historie
Siden opfindelsen af tryk (hvis ikke før) har sociale afvigere og marginaliserede borgere udgivet deres egne hæfter og pamfletter. Thomas Paine udgav for eksempel en exceptionelt populær pamflet kaldet Common Sense der senere skulle lede til den amerikanske revolution. Thomas Paine er betragtet som en tidlig uafhængig udgiver, men massemedierne var trods alt ikke opfundet i midten af 1700-tallet. Mange populære udenlandske og danske forfattere har førhen, nogle gange som børn, udgivet tekster i en zine-lignende form, ofte skrevet som kopier i hånden.
Den eksakte oprindelse af navnet zine, og øjeblikket hvor ordet først blev brugt, er kontroversielle. Konceptet af zines har sine rødder i amatørpressebevægelsen, som blandt andre H.P. Lovecraft brugte sin tid på. Sammen med den subkulturelle science fiction fandom i 1930'erne udviklede der sig fanzines der ikke kun handlede om science fiction, men om fandom selv.
Punk zines, der udviklede sig fra punk-bevægelsen i de sene 1970'er, ændrede meget på zine-kulturen, eftersom de næsten udelukkende blev lavet af folk som ikke kendte til zines' tidligere måde at blive benyttet på af science fiction-fans. De skyldte derfor ingenting til de der tidligere benyttede mediet. Samtidig gjorde billig fotokopiering det ekstremt nemt for enhver der i forvejen lavede band-flyere, at lave zines. En yderligere dyrkelse af dårlig fotokvalitet er senere blevet et subkulturelt varemærke eftersom selv billige printere udskriver med god kvalitet i dag. Nogle undergrundszines fotokopieres for eksempel ved mørke lysniveauer eller flere gange efter hinanden for kunstigt at genproducere den dårlige kvalitet.
I 1980'erne spredte zines sig yderligere, og mange netværk mellem forfattere opstod hvor zines blev vekslet imellem sådan at de kunne blive læst af mange andre end de som boede i nærheden af udgivelsesstedet. Samtidig ændrede zines sig til at være mere en kunstform end et udtryk for fandom, som det tidligere havde været. Ved den vidtspredte brug af web browsere i 1996 ændrede det igen på udviklingen af zines. Mellem 1997 og nu er zines oftest brugt som direkte kunstnerisk udtryk og blandt subkulturer som et subkultureltgørende virkemiddel idet zines skaber en følelse af samvær om fælles subkulturelle idealer.
Zines fortsætter stadig med at være populære. DIY-bevægelsen og nyere politiske undergrundsbevægelser benytter ofte zines til at snakke om emner som globalisering, environmentalisme, mediesammenhobning, imperialisme og konsumerisme. Alle disse zines har ikke nødvendigvis samme ideologiske baggrund. Samtidig kan det iagttages at de mere personlige zines falder i antal grundet Internettets alternative udgivelsesformer som blogging.

## Distribution
Zines er oftest distribueret ad alternative veje, eksempelvis ved bytning, symposium, musikbutikker, koncerter, distroer, eller med posten annonceret enten på bagsiden af andre zines eller på hjemmesider. Zines kan altså ikke købes i almindelige butikker eftersom zines er et subkulturelt fænomen. Nogle mindre boghandeler og non-profit-orienterede butikker er dog begyndt at samle zines til videresalg for distribueringens skyld alene. Langt de fleste zines koster mellem 5 og 10 kr. og sjældent over 25 kr., samt eventuel porto. Mange udgivere bytter deres zines til andres i stedet for at tage penge for dem.
De ovenfor nævnte priser må dog nok siges mest at være i forbindelse med punkzines. Danske filmfanzines derimod ligger gerne på et prisleje mellem 30 og 50 kr.
I Danmark kan man finde zines i punkmiljøet, og mange forskellige kunne købes i og omkring Ungdomshuset på Jagtvej 69 og i andre ungdomshuse og venstreorienterede fristeder hvor mange distroer holder til. Den engelske Wikipedia tilbyder.

## Danske fanzines
- Proxima (redaktører: Carsten Schiøler m.fl., 1974- )
- SFC-Nyt (redaktører: Carsten Schiøler m.fl., udkom 1975-77)
- Filmsamleren (redaktør: Jakob Stegelmann, udkom 1975-84)
- Hvad Skovsøen Gemte (redaktør: Klaus Johansen, udkom 1976-92)
- Tohubohu (redaktør: Niels Dalgaard, udkom 1976-78)
- Balthazar (redaktør: Bjarne Lund-Jensen, udkom 1977-81)
- Brudte grænser (redaktør: Jens Christian-Kjær, udkom 1977-79)
- Pulsar (redaktører: Niels Dalgaard/Ellen M. Pedersen, udkom 1977-80)
- Proxima Plus (redaktører: Carsten Schiøler/Søren Lerskov Larsen/Nicolas Barbano m.fl., udkom 1978-81)
- Relax (redaktør: Klaus Johansen, udkom 1978-88)
- Nosferatu (redaktør: Niels K. Petersen, udkom 1979-82.)
- Intercom (redaktørerer: Lis Therkildsen & Carsten Andresen, udkom 1980-82)
- Nye Verdener (redaktører: Jens Carstensen/Klaus Johansen/Klaus Mogensen, udkom 1981-93)
- Forum Fabulatorum (redaktør: Morten R. Sørensen, udkom 1982-88)
- Tracking (redaktør: Nicolas Barbano, udkom 1983-85)
- Novum (redaktører: Stig W. Jørgensen/Paul Samsig/Klaus Mogensen, udkom 1985-??)
- The Secrets of Life and Death (redaktør: Mads Dam-Larsen, udkom 1987)
- Arcana (redaktør: Mads Dam-Larsen, udkom 1987-88)
- Arcana Minora (redaktør: Jan A. Rasmussen, udkom 1987-89)
- Two-Zone (redaktør: Peder Pedersen, udkom 1988)
- Inferno (redaktør: Peder Pedersen, udkom 1989-94)
- Evil Mail (redaktør: Søren Henrik Jacobsen, udkom 1989-90)
- Phenomena (redaktør: Søren Henrik Jacobsen, udkom 1989-90)
- Bloody Darlings (redaktør: Lars von Hegnet, udkom 1990-2001)
- Trauma (redaktører: Kristian P. Mølgaard & Jakob Schultz, udkom 1993-96)
- Subspace (redaktører: André Stæhr m.fl., 1996- )
- Absurd (redaktør: Kenneth Eriksen)
- sCatter  (redaktør: Jesper Moerch)
- Stay Sick! (redaktør: Jack J, 1999-)
- Obskuriøst (redaktør: Henrik Larsen)
- Bathos (redaktør: Erwin Neutzsky-Wulff)
- Extase (redaktør: Nils Markvardsen)
- Filmtozzen (redaktør: Lars von Hegnet)
- Mondo Franko (redaktør: Frank Brahe)
- Nyarlathotep (redaktør: Thomas Winther, 2003)
- Nørdnyt (redaktør: Forskellige, 1996-)
- Himmelskibet (redaktør: Klaus Æ. Mogensen, Thomas Winther m.fl., 2003-)
- Banned in Britain (redaktør: Jack J, 1994-) - artikel på ZineWiki Arkiveret 16. marts 2019 hos  Wayback Machine